# Fraction du pain
Ne doit pas être confondu avec multiplication des pains.
 (octobre 2022).
Si vous disposez d'ouvrages ou d'articles de référence ou si vous connaissez des sites web de qualité traitant du thème abordé ici, merci de compléter l'article en donnant les références utiles à sa vérifiabilité et en les liant à la section « Notes et références ».

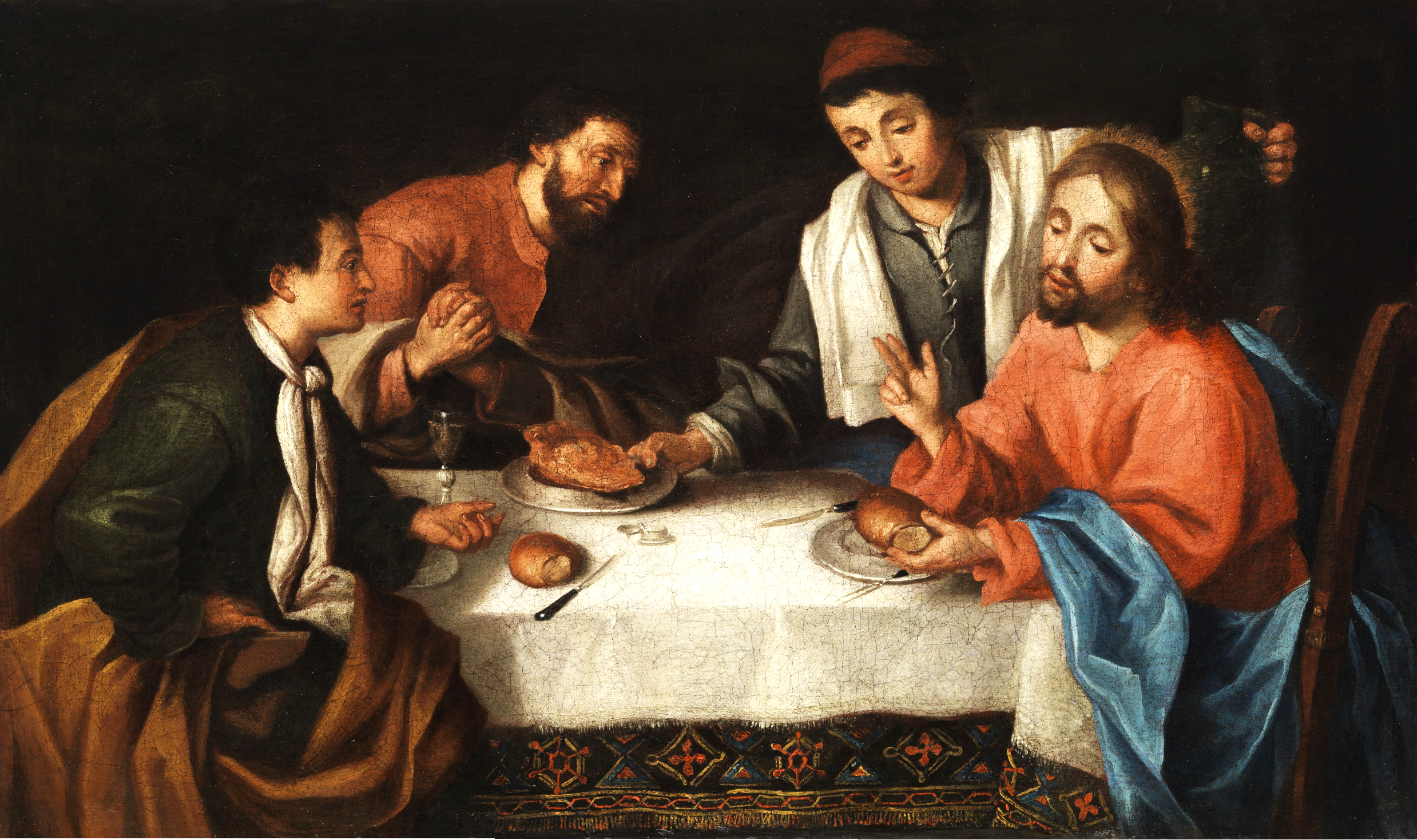
Christ rompant le pain à Emmaüs, Pier Leone Ghezzi (1674 - 1755)

La fraction du pain (latin : fractio panis, « rompre le pain ») est mentionnée dans le Nouveau Testament comme un geste fondamental du mémorial de la mort de Christ en rémission des péchés. Dans ce texte, le rite de la fraction du pain, inspiré du judaïsme, est institué par Jésus-Christ lors de la Cène. Aujourd'hui, cette fraction est pratiquée, d'une façon ou d'une autre et parfois avec des interprétations différentes, dans la plupart des confessions chrétiennes,,,,,.
La fraction du pain peut désigner soit l'acte de rompre un pain dans le culte chrétien, soit, par métonymie, l'ensemble du rite relatif à la « Cène dominicale », aussi appelé « repas du Seigneur », et à la communion.

## Judaïsme
En Orient, la fraction du pain est un processus ayant lieu au début d'un repas, comme un signal du plus haut rang permettant la suite du repas. Cependant, l'expression « rompre le pain » n'existe pas dans la Bible hébraïque en tant que phrase spécifique et n'a pas de fonction métonymique inventée pour une « tenue de repas ».
Dans la Bible hébraïque (ou l'Ancien Testament), la rupture et le partage du pain (le'hem) est une coutume courante :
- « puis encore, de partager ton pain avec l'affamé, de recueillir dans ta maison les malheureux sans asile... » (Isaïe 58:7)
- « on ne rompra pas le pain de deuil pour consoler ceux qui pleurent un mort, et on ne leur présentera pas à boire la coupe de consolation pour un père et pour une mère » (Jr 16:7).

Dans le judaïsme, la fraction du pain, pétri d'une ou plusieurs céréales (parmi le blé, l'orge, le seigle, l'avoine ou l'épeautre), n'est pas seulement un renforcement de la communauté juive, c'est aussi une mitsvah (prescription légale) et une bénédiction. Après s'être lavé rituellement les mains en remerciant Dieu d'avoir prescrit l'ablution des mains, une prière (bracha, hébreu ברכה) appelée ha-Motsi (מּוצִיא) est prononcée sur le pain - en le soulevant légèrement à ce moment - juste avant qu'il soit rompu, distribué et consommé, donc au début de chaque repas : 
« ברוך אתה ה' א‑לוהינו מלך העולם, המוציא לחם מן הארץ. » ; 
(phonétiquement) Baruch ata Hachem (Ado-naï), elohenu melech ha'olam, haMozi lechem min haaretz ; 

(traduction) « Tu es béni, Seigneur notre Dieu, Roi de l'univers, qui fais sortir le pain de la terre ».
Quiconque répond « Amen  » et reçoit le pain fractionné et salé a sa part dans la bénédiction car considéré comme ayant lui-même prononcé la bénédiction du Motzi - ainsi comme pour toute prière. Le maître de cérémonie, généralement le chef de famille ou de tablée, mange alors le premier morceau rompu puis distribue les autres.
Une fois que la bénédiction sur le pain est prononcée, tous les autres aliments et boissons (hormis le vin) qui suivent dans le repas y sont inclus sans qu'il soit besoin de prononcer d'autres bénédictions sur chacun d'eux.

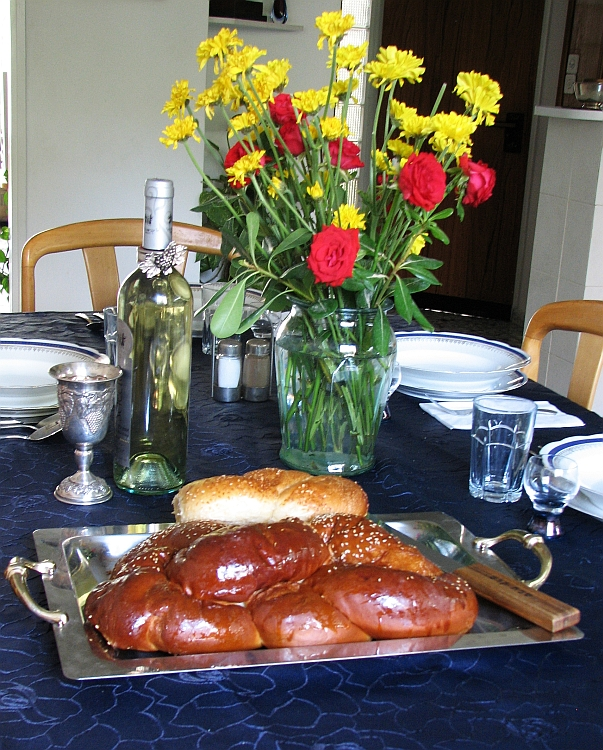
Table dressée pour Shabath, avec notamment sur la nappe les pains hallot, le couteau, le sel, le vin, le verre de Kiddoush.

Le Shabath, la fraction du pain toujours précédée de la prière du Motzi se fait sur deux pains (pour vendredi soir et samedi, en souvenir de la portion double reçue le vendredi par les Hébreux dans le désert : la manne). Selon l’avis de Maïmonide, de Rachi et du Choul’han ‘Aroukh (274, 1) (mais non du Gaon de Vilna), la coutume est de rompre seulement l’un des deux pains car le fait de les avoir tenus ensemble au moment de la bénédiction accomplit la mitsvah de « rompre le pain à partir de deux miches »,. Ensuite, chaque morceau est trempé dans le sel avant d'être distribué aux convives qui le consomment immédiatement.
C'est un cérémonial typique associé à la célébration du Kiddouch qui est la prière de sanctification sur le vin prononcée tous les Shabaths et jours de fêtes juives dont le Seder de Pessah (Pâque) où du pain azyme (matza) est rompu, salé et consommé en lieu du pain levé habituel.
Selon les prescriptions de la Halakha, après tout repas comprenant du pain (levé ou non), les juifs doivent prononcer la bénédiction sur la nourriture consommée : le Birkat haMazone, « actions de grâces après le repas ».

## Christianisme

### Textes testamentaires
Au chapitre 11 de la Première épître aux Corinthiens, Paul de Tarse définit la fraction du pain comme suit:
23 Car moi, j’ai reçu du Seigneur ce qu’aussi je vous ai enseigné : c’est que le seigneur Jésus, la nuit qu’il fut livré, prit du pain, 24 et après avoir rendu grâces, il le rompit, et dit : «Ceci est mon corps, qui est pour vous ; faites ceci en mémoire de moi ». 25 De même [il prit] la coupe aussi, après le souper, en disant : « Cette coupe est la nouvelle alliance en mon sang : faites ceci, toutes les fois que vous la boirez, en mémoire de moi ». 26 Car toutes les fois que vous mangez ce pain et que vous buvez la coupe, vous annoncez la mort du Seigneur jusqu’à ce qu’il vienne. (1 Corinthiens 11, 23; lire sur wikisource)
Cette scène est également rapportée dans l'Évangile selon Luc:
14 Et quand l’heure fut venue, il se mit à table, et les [douze] apôtres avec lui. 15 Et il leur dit : J’ai fort désiré de manger cette pâque avec vous, avant que je souffre ; 16 car je vous dis que je n’en mangerai plus jusqu’à ce qu’elle soit accomplie dans le royaume de Dieu. 17 Et ayant reçu une coupe, il rendit grâces et dit : Prenez ceci et le distribuez entre vous, 18 car je vous dis que je ne boirai plus du fruit de la vigne, jusqu’à ce que le royaume de Dieu soit venu. 19 Et ayant pris un pain, [et] ayant rendu grâces, il le rompit, et le leur donna, en disant : Ceci est mon corps, qui est donné pour vous ; faites ceci en mémoire de moi ; — 20 de même la coupe aussi, après le souper, en disant : Cette coupe est la nouvelle alliance en mon sang, qui est versé pour vous (Évangile selon Luc 22, 19; lire sur wikisource)
Dans les évangiles selon Matthieu et selon Marc, la scène est mentionnée brièvement (Évangile selon Matthieu 26, 26; Évangile selon Marc 14, 22). 

### Aspects historiques

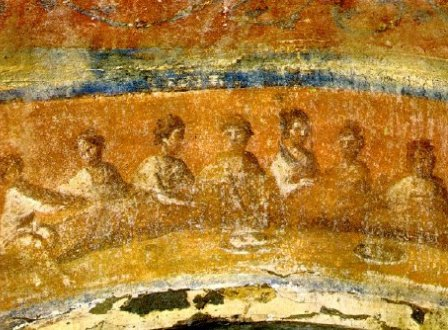
Agapes et fractio panis pour la distribution eucharistique lors du repas de la Communion, chapelle grecque (Capella Greca) des catacombes de Priscille à Rome (v.)

L'Évangile selon Luc et les Actes des Apôtres, écrits par le même auteur, sont les deux textes du Nouveau Testament qui contiennent les principales références à la fraction, soit comme substantif (Lc, 24, 35, Ac. 2, 42), soit comme verbe (Lc, 24, 30; Ac. 2, 46; 20, 7, 11; 27, 35). 
Dans tous ces passages, il s'agit d'un repas de type eucharistique. Plus précisément, le repas et l'eucharistie ne semblent pas y être deux choses différentes. Le repas précédé de la fraction du pain devait être suivi des bénédictions habituelles de la Birkat ha-mazon juive, auxquelles les chrétiens ajoutaient une coloration christologique, comme on le voit dans la Didachè : d'abord une « eucharistie » sur la coupe et sur le pain rompu, suivie du repas, lui-même suivi des trois bénédictions de la Birkat ha-mazon.
Des allusions à la fraction du pain comme repas eucharistique se trouvent aussi dans d'autres passages du Nouveau Testament, comme I Co. 11, 24 et le récit de la multiplication des pains (Mt. 14, 19 et parallèles).

### Évolution

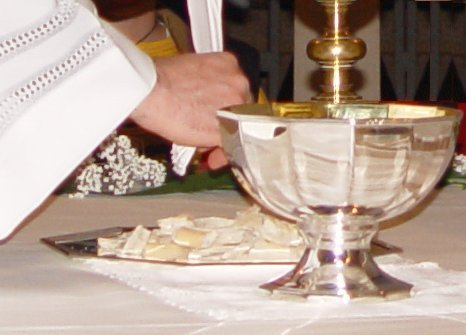
Fractio panis dans la liturgie eucharistique.

Dans les temps anciens, un gros pain au levain est utilisé pour ce rite eucharistique mais au fil du temps (tournant des IXe et Xe siècles), le pain laisse place à de petites hosties, si bien que le rite devient plutôt symbolique. 
Depuis le concile Vatican II, le prêtre brise uniquement une grande hostie en trois morceaux. Il combine le premier d'entre eux avec le vin consacré dans le calice, consomme le second et laisse le troisième pour le viatique ou la communion des malades. Une grande hostie brisée peut également être donnée lors de l'Eucharistie.
Aujourd'hui, la fraction du pain a, d'une part, une signification fonctionnelle car elle permet de préparer un nombre approprié d'hosties à distribuer lors de l'Eucharistie, et d'autre part, elle symbolise une certaine communauté eucharistique qui mange à une table commune et est unie par des valeurs similaires et une foi commune.